# Lisse
Pour les articles homonymes, voir Lisse (homonymie).
Lisse est une commune et un village néerlandais situé en province de Hollande-Méridionale. Lors du recensement de 2018, la commune compte 22 756 habitants, pour une superficie de 16,11 km² dont 0,41 km2 d'eau.

## Histoire

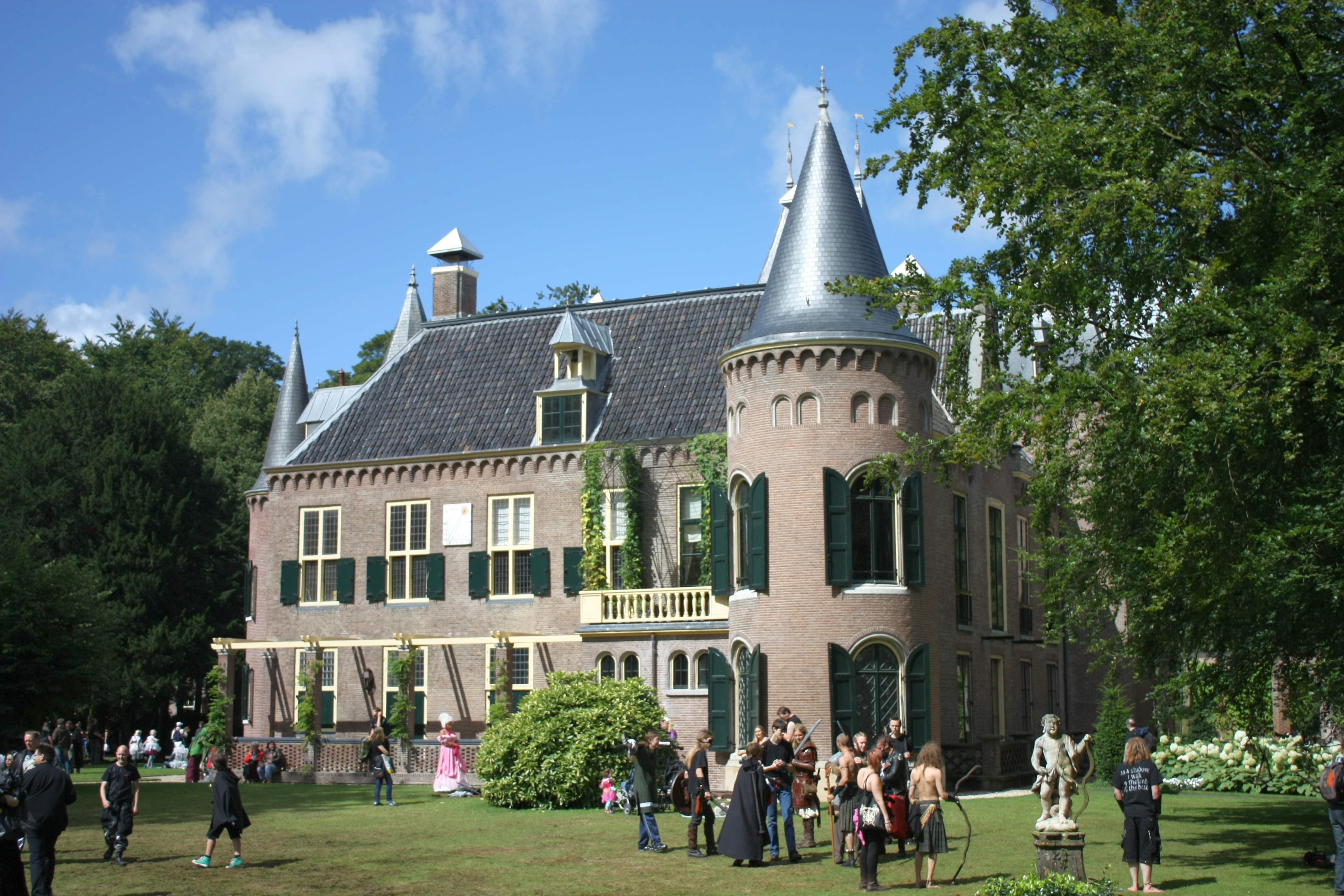
Château Keukenhof.

Lisse est l'un des endroits néerlandais qui a pris naissance sur un ancien mur de plage (nl) et a une longue histoire. En 1998, la municipalité a célébré son 800e anniversaire mais le site peut-être beaucoup plus ancien avec un établissement humain du Xe siècle. Cet anniversaire est lié à un document de 1198 dans lequel le nom du village est officiellement mentionné comme « Lis ». Selon les onomologues, « Lisse » signifie probablement « palissade » ou « rempart ». Le nom de la place du village  't Vierkant fait référence à une telle palissade. Cela peut avoir un rapport avec un oppidum celtique. Le mot en vieil irlandais « liss » apparaît dans de nombreux noms de lieux en Irlande et en Angleterre pour signifier « hillford », comme la ville anglaise de Liss dans le Hampshire. Une autre explication indique que le nom de lieu signifie un terrain instable ou de terre meuble; des noms de lieux similaires tels que Lieshout et Liesbos (nl).
Au Moyen Âge, Lisse était encore de taille réduite. Vers 1500, il y avait environ 50 maisons. La pauvreté régnait en raison des guerres en cours. Les habitants vivaient entre autres de l'agriculture, de l'élevage et de la coupe de tourbe. La culture des bulbes à fleurs est apparue au cours des siècles suivants. Les sols sablonneux de la région se sont avérés très appropriés pour cette culture, s'ils sont correctement fertilisés. Lentement mais sûrement, les anciennes dunes environnantes ont été creusées davantage. Il ne restait qu'une partie des dunes et des forêts étendues. La culture et le commerce des bulbes ont apporté emploi et prospérité.
Le territoire de la municipalité de Lisse et de sa voisine Hillegom sont gagnées sur la Haarlemmer, c'est-à-dire les anciens lacs de Haarlem, à l'instar de Haarlemmermeer. La floriculture est immédiatement florissante dès le milieu du XIXe siècle, en particulier avec les tulipes dont les rangées des vastes champs aux couleurs caractéristiques, rouges et jaunes, bleues et blanches s'imposent au siècle suivant. L'art des bulbiculteurs concerne aussi de manière générique les oignons.
La contrée urbaine de Lisse s'impose après 1960 comme un centre multi-activité de services tertiaires de haut niveau, en particulier dans le monde varié de l'édition et surtout de la diffusion commerciale de livres.

## Personnalités liées à Lisse

### Résidents
- Cornelis Kruseman (1797-1857), peintre
- Barry Opdam (né en 1976), footballeur

### Natifs
- Abraham Rademaker (1677-1735), dessinateur, imprimeur et marchand d'imprimés.
- Simon de Graaff (1861-1953), homme politique.
- Geer van Velde (1898-1977), peintre néerlandais fixé en France à partir de 1925.
- Jacob Veldhuyzen van Zanten (1927-1977), pilote de ligne.
- Adrianus Johannes Simonis (né en 1931), cardinal et archevêque.
- Bram Moolenaar (1961-2023), informaticien.
- Gert-Jan Segers (né en 1969), homme politique.
- Sebastian Langeveld (né en 1985), coureur cycliste.

## Lieux et monuments
- Le Keukenhof est un jardin célèbre dans le monde entier.

## Galerie

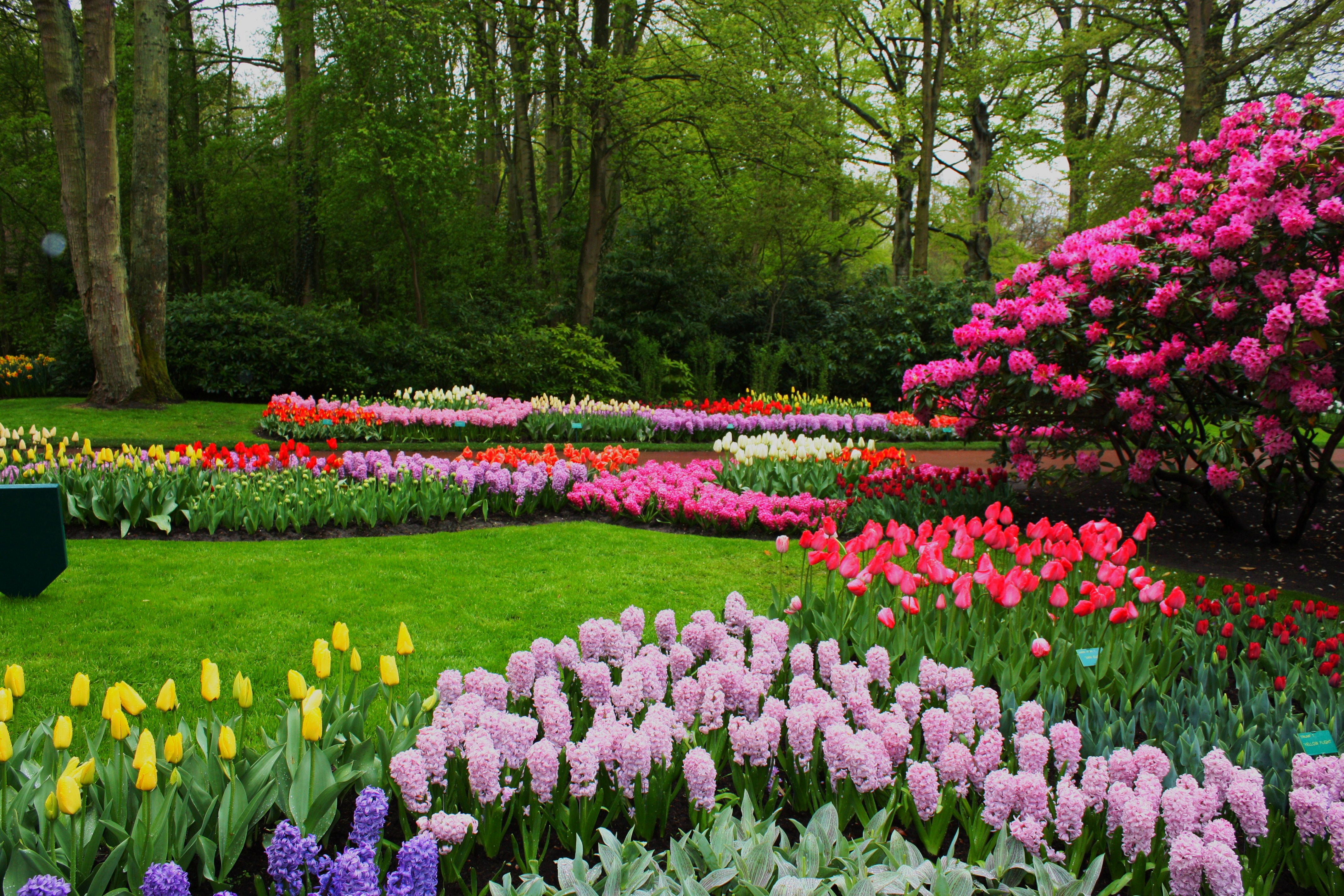
Vue du Keukenhof en 2010.
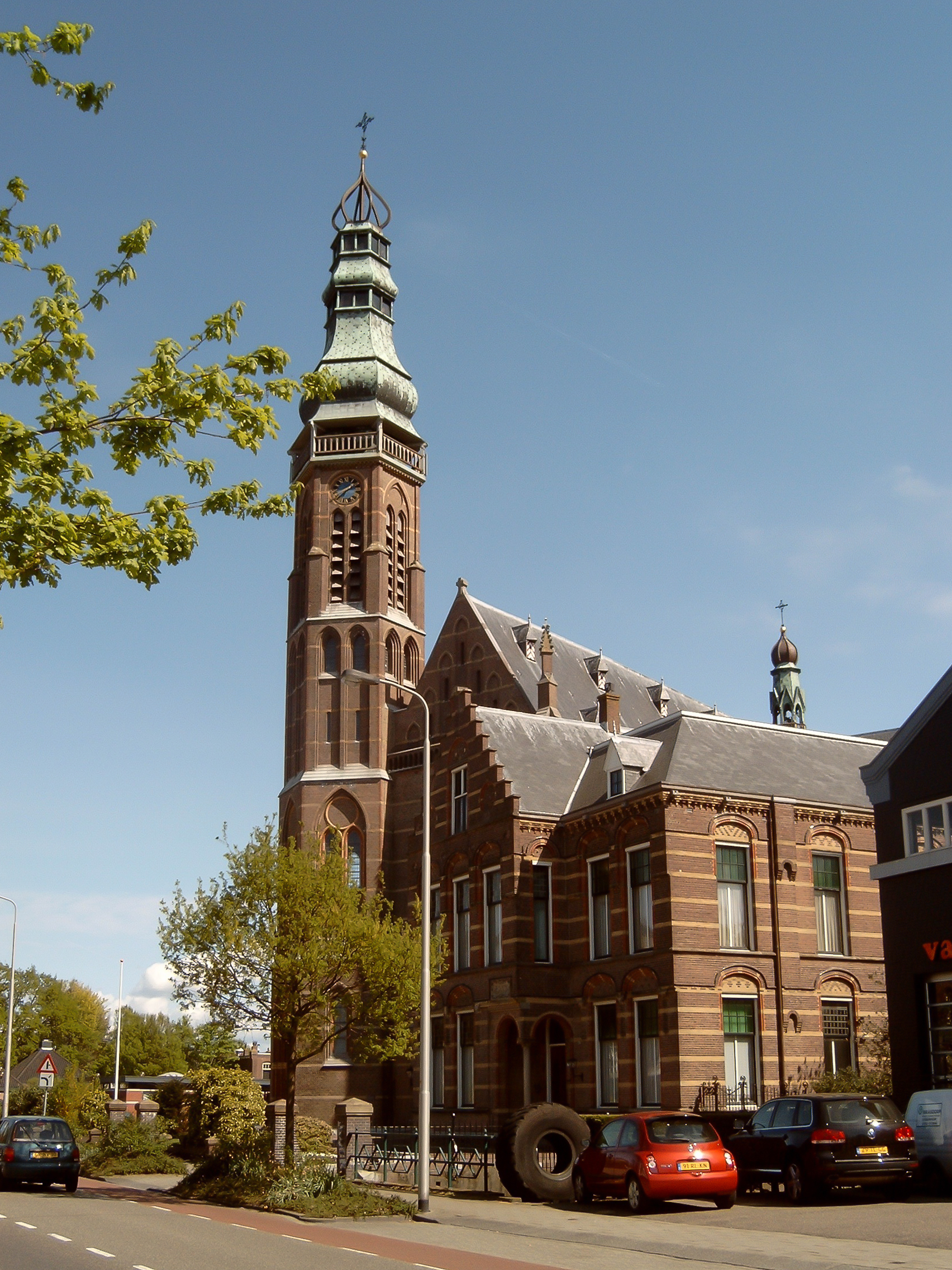
Lisse, église : Sint Agathakerk.
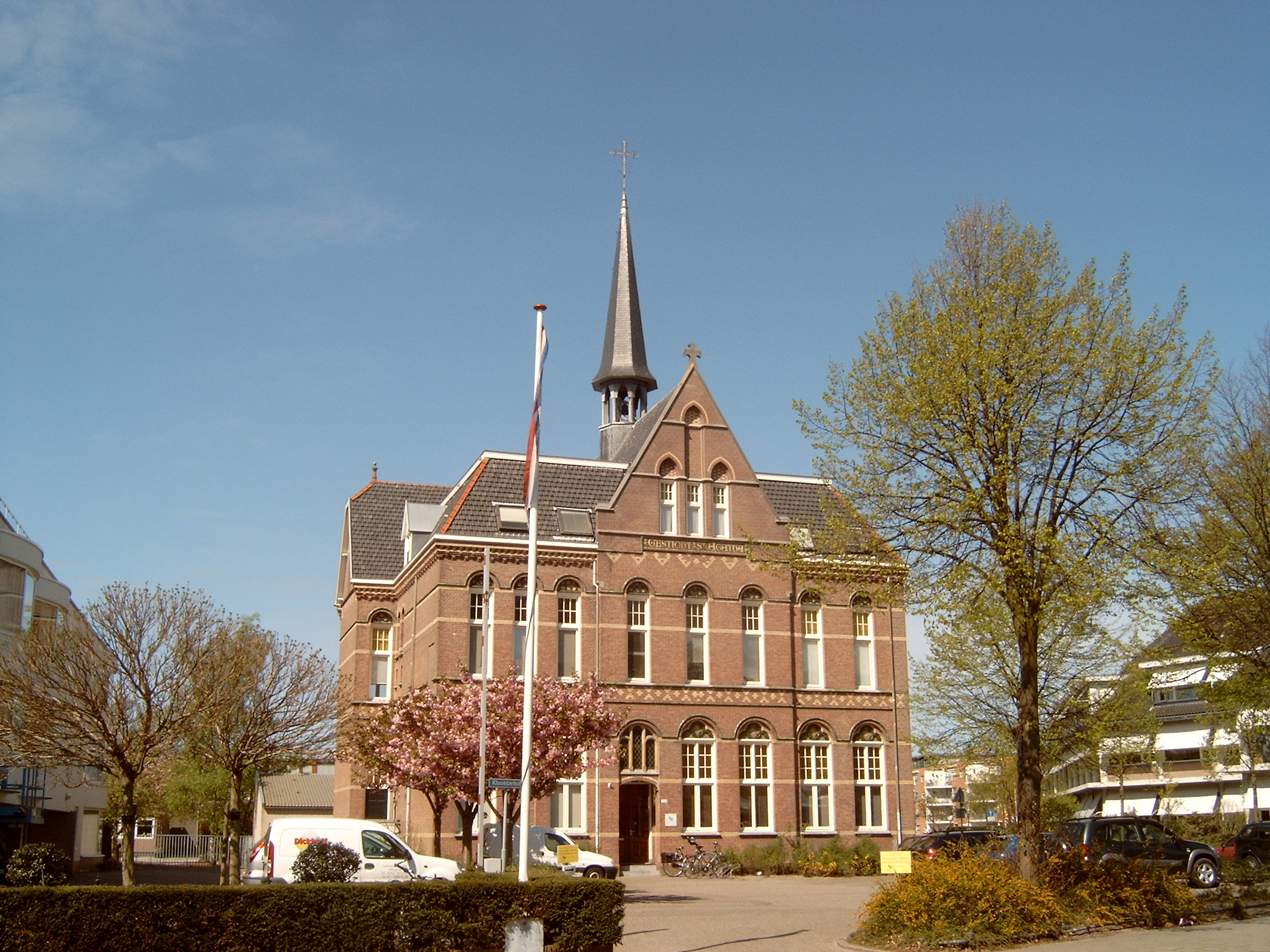
Lisse, monastère : het Sint Agathaklooster.